# 수원메쎄
수원메쎄는 대한민국 경기도 수원시 권선구 세화로 서둔동에 있는 민영 전시장 건물이다.

## 개관
- 2020년 7월 20일:개관

## 교통
- 경부선 ● 수도권 전철 1호선 ● 수도권 전철 수인·분당선 수원역